# Річард Ваєндс
Рі́чард Ва́єндс (англ. Richard Wyands), повне ім'я Рі́чард Фре́нсіс Ва́єндс (англ. Richard Francis Wyands; 2 липня 1928, Окленд, Каліфорнія) — американський джазовий піаніст. 

## Біографія
Народився 2 липня 1928 року в Окленді, Каліфорнія. Його матір грала на фортепіано та співала в церкві; кузен грав на барабанах. У 16 років приєднався до музичного гуртка. Навчався в Коледжі штату Каліфорнія в Сан-Франциско (1945—50). На початку 1950-х грав в штатнному гурті в клубі Сан-Франциско, акомпануючи гастролюючим музикантам. Акомпанував Еллі Фітцджеральд (1956), Кармен Макре (1957). 
У 1958 році переїхав до Нью-Йорка; грав з Роєм Гейнсом, Чарльзом Мінгусом, Кенні Берреллом, Джеромом Річардсоном (1959), Джиджі Грайсом, Олівером Нельсоном, Еттою Джонс, Едді «Локджо» Девісом, Джином Еммонсом (1960—61). Гастролював з Берреллом (1965—74) і час від часу виступав у Нью-Йорку.
Грав з Бадді Джонсоном (1974), Бенні Бейлі (1978), Іллінойсом Жаке (1978—90), Зутом Сімсом (1981—82), Джорджем Келлі (1981—85), Френком Вессом. Також у 1970-х та 1980-х грав з Мейджором Голлі, Слемом Стюартом, Елом Коном, Бенні Картером, The Duke's Men. Також очолював власні тріо, однак записав невелику кількість альбомів, зокрема сесія 1978 року для Storyville та для DIW (1992) і Criss Cross (1995).
Взяв участь у записі саундтреку до кінофільму «Москва на Гудзоні» (1984).

## Дискографія
- Then, Here and Now (Storyville, 1978)
- The Arrival (DIW, 1992)
- Reunited (CrissCross, 1995)
- Get out of Town (Steeplechase, 1996)
- Half and Half (CrissCross,1999)
- As Long as There's Music (Savant, 2000)